# Euthalia rhamases
Euthalia rhamases är en fjärilsart som beskrevs av Otto Staudinger 1889. Euthalia rhamases ingår i släktet Euthalia och familjen praktfjärilar. Inga underarter finns listade i Catalogue of Life.